# Whelford
Whelford – wieś w Anglii, w hrabstwie Gloucestershire, w dystrykcie Cotswold, w civil parish Kempsford. Leży 15 km od miasta Cirencester. W 1870-72 osada liczyła 178 mieszkańców.